# Elitserien i handboll för herrar 1993/1994
Elitserien i handboll för herrar 1993/1994 vanns av HK Drott, som även tog hem SM-slutspelet och därmed blev svenska mästare.

## Tabeller

### Höst
Not: Lag 1-8 spelar i elitserien även under våren. Lag 9-12 spelar under våren i allsvenskan.
| Nr | Lag                  | S  | V  | O | F  | GM  | IM  | MS   | P  |
| -- | -------------------- | -- | -- | - | -- | --- | --- | ---- | -- |
| 1  | HK Drott             | 16 | 15 | 1 | 0  | 427 | 324 | +103 | 31 |
| 2  | IK Sävehof           | 16 | 12 | 2 | 2  | 365 | 319 | +46  | 26 |
| 3  | IF Saab              | 16 | 9  | 1 | 6  | 362 | 352 | +10  | 19 |
| 4  | IFK Skövde           | 16 | 9  | 0 | 7  | 363 | 359 | +4   | 18 |
| 5  | Irsta HF (U)         | 16 | 8  | 2 | 6  | 351 | 355 | −4   | 18 |
| 6  | Lugi HF              | 16 | 8  | 1 | 7  | 382 | 357 | +25  | 17 |
| 7  | Redbergslids IK (RM) | 16 | 7  | 1 | 8  | 335 | 330 | +5   | 15 |
| 8  | IF Guif              | 16 | 6  | 2 | 8  | 351 | 370 | −19  | 14 |
| 9  | Växjö HF             | 16 | 5  | 2 | 9  | 376 | 400 | −24  | 12 |
| 10 | IFK Kristianstad     | 16 | 5  | 0 | 11 | 368 | 396 | −28  | 10 |
| 11 | BK Söder             | 16 | 3  | 1 | 12 | 340 | 411 | −71  | 7  |
| 12 | Ystads IF            | 16 | 2  | 1 | 13 | 324 | 371 | −47  | 5  |

### Vår
Not: Poängen från höstserien följer med till vårserien. Lag 1-2 till semifinal och lag 3-6 till kvartsfinal. Lag 7-8 har spelat färdig för säsongen och är klara för elitserien 1994/1995.
| Nr | Lag             | S  | V  | O | F  | GM  | IM  | MS   | P  |
| -- | --------------- | -- | -- | - | -- | --- | --- | ---- | -- |
| 1  | HK Drott        | 30 | 26 | 3 | 1  | 797 | 623 | +174 | 55 |
| 2  | IK Sävehof      | 30 | 17 | 5 | 8  | 655 | 605 | +50  | 39 |
| 3  | Redbergslids IK | 30 | 18 | 2 | 10 | 657 | 614 | +43  | 38 |
| 4  | Lugi HF         | 30 | 13 | 4 | 13 | 719 | 685 | +34  | 30 |
| 5  | IF Saab         | 30 | 13 | 4 | 13 | 658 | 671 | −13  | 30 |
| 6  | IFK Skövde      | 30 | 14 | 1 | 15 | 675 | 683 | −8   | 29 |
| 7  | Irsta HF        | 30 | 12 | 5 | 13 | 644 | 690 | −46  | 29 |
| 8  | IF Guif         | 30 | 8  | 4 | 18 | 659 | 723 | −64  | 20 |

## Slutspel

### Kvartsfinaler
- Redbergslids IK - IF Saab 25-23
- IF Saab - Redbergslids IK 24-21
- Redbergslids IK - IF Saab 21-16

- Lugi HF - IFK Skövde 25-16
- IFK Skövde - Lugi HF 24-23
- Lugi HF - IFK Skövde 23-18

### Semifinaler
- HK Drott - Lugi HF 24-14
- Lugi HF - HK Drott 12-30

- IK Sävehof - Redbergslids IK 23-21
- Redbergslids IK - IK Sävehof 21-17
- IK Sävehof - Redbergslids IK 15-14

### Finaler
- HK Drott - IK Sävehof 18-17
- IK Sävehof - HK Drott 17-22
- HK Drott - IK Sävehof 23-16

## Svenska mästare
HK Drott blev 1994 svenska mästare för 8:e gången.
Tränare: Göran Bengtsson
Spelare
- Niclas Gonzales
- Bengt-Erik Johansson
- Ola Lindgren
- Tommy Suoraniemi
- Tomas Eriksson
- Andreas Nilsson
- Hans Nord
- Thomas Sivertsson
- Magnus Weberg
- Henrik Andersson
- Lars-Magnus Jönsson
- Magnus Andersson
- Bryan Stephens

## Skytteligan
|   | Spelare           | Lag             | Antal mål |
| - | ----------------- | --------------- | --------- |
| 1 | Stefan Lövgren    | Redbergslids IK | 162       |
| 2 | Magnus Weberg     | HK Drott        | 155       |
| 3 | Anders Bäckegren  | Redbergslids IK | 151       |
| 4 | Ola Lindgren      | HK Drott        | 143       |
| 5 | Umberto Brajkovic | Lugi HF         | 141       |

- Källa: [1]